# Берлінген (Тургау)
Берлінген (нім. Berlingen TG) — громада  в Швейцарії в кантоні Тургау, округ Фрауенфельд.

## Географія
Громада розташована на відстані близько 145 км на північний схід від Берна, 16 км на північний схід від Фрауенфельда.
Берлінген має площу 3,6 км², з яких на 14% дозволяється будівництво (житлове та будівництво доріг), 26,9% використовуються в сільськогосподарських цілях, 58,8% зайнято лісами, 0,3% не є продуктивними (річки, льодовики або гори).

## Демографія
2019 року в громаді мешкало 890 осіб (+4,7% порівняно з 2010 роком), іноземців було 24,9%. Густота населення становила 249 осіб/км².
За віковим діапазоном населення розподілялося таким чином: 14,5% — особи молодші 20 років, 55,6% — особи у віці 20—64 років, 29,9% — особи у віці 65 років та старші. Було 435 помешкань (у середньому 2 особи в помешканні).
Із загальної кількості 322 працюючих 16 було зайнятих в первинному секторі, 25 — в обробній промисловості, 281 — в галузі послуг.